# キリウィナ島

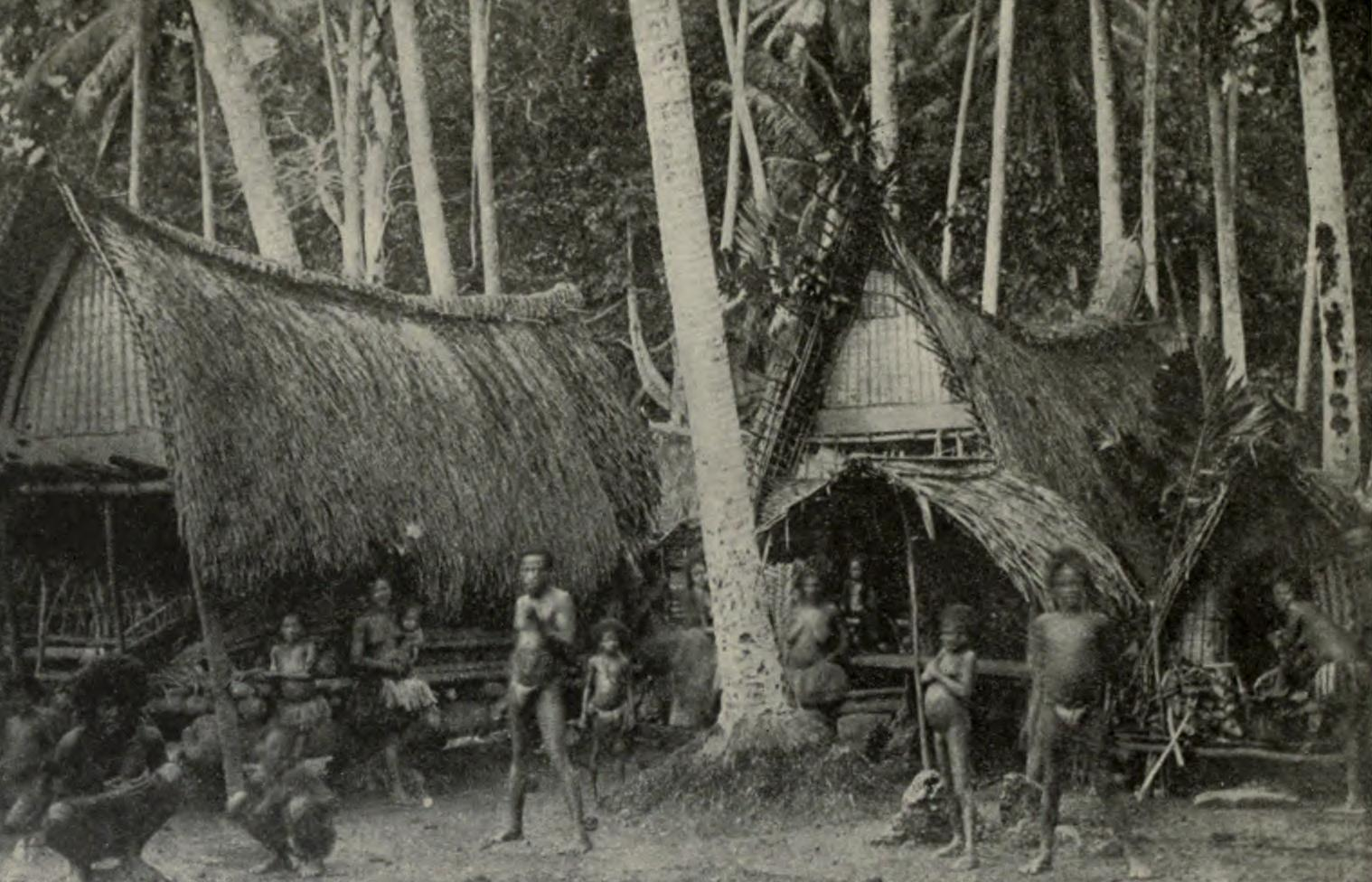
キリウィナ島のある村、1899年撮影

キリウィナ島（キリウィナとう、英語: Kiriwina）はパプア・ニューギニア・トロブリアンド諸島最大の島。行政上は同国のミルン湾州に属する。同諸島には先住民が20,000人ほど住んでいるが、大部分がこのキリウィナ島に居住している。主要言語はキリヴィラ語。主な町はロスーヤ。

## 歴史
第二次世界大戦中の1943年6月、連合国軍はクロニクル作戦を発動。同月30日にキリウィナ島に2,250名の兵員が上陸した。上陸後、アメリカ陸軍工兵隊は6,000 ft（約1,830 m）、珊瑚舗装の滑走路を建設（キリウィナ飛行場）。1943年8月にはオーストラリア空軍第73飛行団が拠点を置いた。